# Biacangelicina
La biacangelicina è una sostanza organica appartenente alla famiglia delle furanocumarine lineari, presente in particolare nella buccia di agrumi quali il bergamotto e il limone.